# Ryo Kawasaki
Ryo Kawasaki (Tokyo, 25 febbraio 1947 – Tallinn, 13 aprile 2020) è stato un musicista, compositore e chitarrista giapponese.
Musicista in grado di spaziare con apparente semplicità dall'hard bop al jazz-rock, fu anche uno dei primi compositori techno.

## Biografia
Durante gli anni Sessanta suonò in vari gruppi jazz giapponesi, alcuni dei quali creati da lui. All'inizio del decennio successivo si trasferì a New York, dove fu chitarrista per Gil Evans, Elvin Jones, Chico Hamilton, Ted Curson e Joanne Brackeen.
A metà degli anni '80, si prese una pausa artistica per sviluppare software. In seguito compose diversi singoli di musica techno e creò un'etichetta, la Satellites Records, per pubblicarli.
Nel 1991 tornò al jazz registrando album per un'etichetta giapponese e dimostrando di non aver perso nessuna delle sue capacità.
Kawasaki è morto il 13 aprile 2020 a Tallinn, la capitale dell'Estonia.

## Discografia

### Album da solista
- Easy Listening Jazz Guitar (1970)
- Gut's the Guitar (1972)
- Prism (1975)
- Eight Mile Road (1976)
- Juice (1976)
- Ring Toss (1977)
- Nature's Revenge (1978)
- Mirror of My Mind (1979)
- Little Tree (1980)
- Live (1980)
- Sapporo (1980)
- Ryo (1982)
- Lucky Lady (1983)
- Images (1987)
- Here, There and Everywhere (1992)
- My Reverie (1993)
- Love Within the Universe (1994)
- Remixes (1995)
- Sweet Life (1996)
- Cosmic Rhythm (1999)
- Reval (2001)
- E (2002)
- Agana (2007)
- Late Night WIllie (2009)
- Tribute to Keith Jarrett - Live in concert (2010)
- Live in Beirut  (2011)
- Spain, Plays Solo Guitar  (2012)

### Singoli
- Electric World (1987)
- One Kiss (1988)
- No Expectations (1988)
- Say Baby I Love You (1988)
- Wildest Dreams (1989)
- Life Is the Rhythm (1989)
- Pleasure Garden (1990)

### Collaborazioni
- Head-Rock / Jiro Inagaki & Soul Media (1970)
- Sound of Sound Limited / Takeshi Inomata (1970)
- Something / Jiro Inagaki & Soul Media Feat.Steve Marcus (1971)
- Rock Guitar Battle '71 (1971)
- Guitar Workshop (1971)
- Chigaihoken / Ushio Sakai (1973)
- Plays Jimi Hendrix / Gil Evans (1975)
- Mobius / Cedar Walton (1975)
- There Comes a Time / Gil Evans (1976)
- Tarika Blue vol.1 / Tarika Blue (1976)
- What Would It Be Without You / Joe Lee Wilson (1976)
- Tokyo Concert / Gil Evans (1976)
- Tarika Blue vol.2 / Tarika Blue (1977)
- Main Force / Elvin Jones (1977)
- Time Capsule / Elvin Jones (1977)
- Aft / JoAnne Brackeen (1978)
- 'Round About Midnight / Ted Curson (1978)
- Trinkets and Things / JoAnne Brackeen (1979)
- Pleasure / Shigeharu Mukai (1979)
- All-In All-Out / Masahiko Sato – 佐藤允彦 (1979)
- I Heard Mingus / Ted Curson (1980)
- Manhattan Skyline / Hiroki Miyano (1980)
- Impressions of Charles Mingus / Teo Macero (1983)
- Crystallization (夕日とハドソン) / 高野基長 (1986)
- Christmas Songs / Carolling Carollers (1988)
- New York String Quartet vol.1 / New York String Quartet (1988)
- New York String Quartet vol. 2 / New York String Quartet (1989)
- Wave / Camila Benson (1995)
- Classic Jazz Funk, Vol. 6: The Definitive Jap-Jazz Mastercuts / Various artists (1995)
- Dusty Fingers Volume 1 (1995)
- Memories / Camila Benson (1996)
- Trinkets and Things / Cosmic Village (1997)
- Desafinado / Camila Benson (1997)
- I Will / John Clark (1997)
- RCA Victor 80th Anniversary, Vol. 6: 1970-1979  (1997)
- Battle of the Bands: Evans Vs. Mingus  (1998)
- Super Guitarists  (1999)
- Jazz Spectrum: Real Jazz for Real People, Vol. 2  (1999)
- Three Flutes Up / Chip Shelton (1999)
- More What Flutes 4 / Chip Shelton (2001)
- Different Dreams 2 /  Estonian Jazz (2001)
- Impressions of Miles Davis / Teo Macero (2001)